# Anthidiellum micheneri
Anthidiellum micheneri är en biart som beskrevs av Gregory B. Pauly 2001. Anthidiellum micheneri ingår i släktet Anthidiellum och familjen buksamlarbin. Inga underarter finns listade i Catalogue of Life.